# ヘミソフィア
「ヘミソフィア」は、坂本真綾の9枚目のシングル。2002年2月21日にVictor Entertainmentから発売された。

## 概要
タイトルは「半球」を意味する英語「Hemisphere」から。アニメ『ラーゼフォン』のテーマソングに起用された。
本作からマキシシングルでのリリースとなり、CDの歌詞カード内部にもジャケット写真が存在する。また、11枚目のシングルとして後に発表される「tune the rainbow」のカップリングにリアレンジバージョンとなる「ちいさなヘミソフィア」が収録される。
タイトルは菅野よう子によってオーダーされ、「半球」という言葉以外の説明はほとんどなかった。歌詞は岩里祐穂によって作られ、最初はそのコンセプトに苦しんだが、成長と闘いのテーマがアニメのストーリーに沿って展開されたことで、インスピレーションを得た。
坂本は当初、本曲の攻撃的なトーンに自分が合わないと感じており、「勇ましい曲で作品に合っているなとは思ったんだけど、実は全然私の好みじゃなかったんですよ。個人的には地味で暗いものが好きだから、派手で攻撃的で私には似合わない気がして。歌うときも、似合っていない服を着るようなかっこつけなきゃいけない感じがあった。」と語っている。しかし、彼女自身が人生の困難を経験した後、曲に深く共感できるようになって、この点について「当時はこの曲のことがよく分からなかっただけなんです。崖っぷちに立たされたことが本当の意味でまだなかったから。だから、＜苦難が僕の腕を掴み＞って、言っていることは分かっても実感ではなかった。でも、人生の崖っぷちを経験した後でこれを聞くと涙が出るんです。本当にちょっと動いたら落ちるような崖っぷちにいるとき、もっと他の安心できるものに腕を掴んでほしいのに、苦難が僕の腕を掴んでる状況、ちょっと間違えたら奈落の底に落ちるっていう時を経てこの詞を見たら、こういう歌だったんだって分かって歌えるようになりました。だから、だいぶこの曲は歌ってなかったですね。ライブで歌うようになったのは歌えるようになってからで。」と語っている。
坂本と岩里は共「もう歩き出しているらしい」という内省的な歌詞を特に評価しており、この部分が坂本にとって自己反省的であることに共感を覚えた。
累計出荷枚数は5.4万枚。

## 収録曲
（全作詞：岩里祐穂、作曲・編曲：菅野よう子）
1. ヘミソフィア [4:06]
  - フジテレビ系アニメ『ラーゼフォン』オープニングテーマ
2. 音楽 [5:04]
3. ヘミソフィア（without maaya）

## 収録作品
| 曲名         | 収録作品                                  | 発売日        | 備考                                                |
| ------------ | ----------------------------------------- | ------------- | --------------------------------------------------- |
| ヘミソフィア | 『RAHXEPHON O.S.T.1』                     | 2002年5月2日  |                                                     |
| ヘミソフィア | 『RAHXEPHON pluralitas concentio O.S.T.』 | 2003年4月23日 |                                                     |
| ヘミソフィア | 『シングルコレクション+ ニコパチ』        | 2003年7月30日 | 2ndシングルコレクション・アルバム                   |
| ヘミソフィア | 『ラーゼフォン CD-BOX』                   | 2007年4月4日  |                                                     |
| ヘミソフィア | 『everywhere』                            | 2010年3月31日 | ベスト・アルバム                                    |
| ヘミソフィア | 『SPECIAL CD "Gift" +1』                  | 2011年1月12日 | 7thオリジナルアルバム。『You can't catch me』特典CD |
| 音楽         | 『シングルコレクション+ ニコパチ』        | 2003年7月30日 | 2ndシングルコレクション・アルバム                   |